# Hyalonema pinulifusum
Hyalonema pinulifusum är en svampdjursart som beskrevs av Lendenfeld 1915. Hyalonema pinulifusum ingår i släktet Hyalonema och familjen Hyalonematidae. Inga underarter finns listade i Catalogue of Life.